# Kanefer (Beamter)
Kanefer, auch Ka-nefer, ist der Name eines altägyptischen Beamten und Hoherpriester des Ptah während des Alten Reiches, der unter König Sahure (5. Dynastie) im 3. Jahrtausend v. Chr. tätig war.
Sein Name erscheint auf einer Gruppe von Statuen, die ihn zusammen mit seiner Familie zeigen. Sie wurden 2005 vom Kimbell Art Museum in Fort Worth, Texas erworben. Kanefer war mit einer Frau namens Ti-en-Teti verheiratet und hatte einen Sohn mit ihr, der Chui-Ptah hieß. Kanefer bekleidete mehrere hohe Ämter und Funktionstitel; als Hoherpriester des Ptah in Memphis trug er den Titel „Größter Leiter der Handwerker“.
Kanefers Grab wurde vermutlich in Sakkara entdeckt. Die Statuen sowie andere Artefakte befinden sich heute im British Museum in London und in der Ny Carlsberg Glyptotek in Kopenhagen.